# World Bodybuilding Federation
A World Bodybuilding Federation (WBF) foi uma organização de fisiculturismo fundada em 1990 pelo empresário americano Vince McMahon  que durou até 1992. Foi uma subsidiária da Titan Sports, que mais tarde foi incorporada pela World Wrestling Federation.